# 斐濟號輕巡洋艦
斐濟號輕巡洋艦（英語：HMS Fiji）是英國皇家海軍斐濟級輕巡洋艦斐濟亞型的一號艦，得名自當時仍隸屬於大英帝國的斐濟殖民地，同時也是皇家海軍中唯一一艘以「斐濟」命名的軍艦。

## 服役生涯
斐濟號輕巡洋艦由約翰·布朗造船廠承造，於1939年5月31日下水。該艦是第一艘列裝入役的斐濟級輕巡洋艦，也因此該級艦有時亦被稱「斐濟級輕巡洋艦」。斐濟號於1940年5月5日列裝皇家海軍，最初隸屬於本土艦隊。同年8月31日本艦奉命開赴大西洋非洲沿岸參與旨在攻擊達卡的「威嚇行動」。然而斐濟號卻在與特遣艦隊會合前於9月1日遭納粹德國海軍U-32號潛艇所發射的魚雷擊中，因此被迫返回英國接受整修；修繕作業持續了六個月。此後斐濟號加裝了雷達，其防空武裝亦略獲加強。
本艦於1941年3月間返回戰鬥崗位，隨後便受命前往丹麥海峽巡邏，卻未能截獲正於返航途中的德軍舍爾海軍上將號裝甲艦；隔月，斐濟號被改編入H部隊中，奉命與僚艦一同前往阻止停泊於法國布雷斯特的德軍艦艇出港；隨後又與H部隊一同駛入地中海支援馬爾他島解放行動。

## 沉沒
在完成上述任務後，斐濟號參與了克里特島戰役。1941年5月22日，在格洛斯特號輕巡洋艦遭德軍擊沉後不久，斐濟號與僚艦坎達哈號及金斯頓號驅逐艦結夥行動。三艦持續抵抗，並成功擊落一架來犯的德軍飛機。雖然成功擊退了為期兩個小時的空襲，但斐濟號也用罄了所有防空武裝的彈藥；數架德軍Bf 109戰鬥機所投放的炸彈擊中了斐濟號，隨後一架隸屬於第77戰鬥機聯隊的飛機以近距離的方式在斐濟號左舷投放了一枚炸彈，造成艦身的底端船板破損進水，全艦開始向左傾斜。斐濟號失去動力，無法前進或移動，且因防空火力已然耗盡，她對來犯的空中攻擊基本沒有抵抗能力。接著一架隸屬於第1教導聯隊的Ju 88轟炸機對斐濟號投放了三枚炸彈並全部命中。艦長派沃羅爾·威廉-波雷特隨後下令棄船，斐濟號亦於不久後翻覆沉沒。隨行的驅逐艦為躲避敵機，遂在投放漂浮設備後撤往南方。入夜後兩艘驅逐艦重返該地，救起了523名生還者。在斐濟號沉沒時共有241名官名陣亡。
1941年5月30日，在一封寫給第一海務大臣都德利·龐德爵士的信中，行動指揮官安德魯·康寧漢上將寫道：「將格洛斯特號與斐濟號派往支援灰狗號驅逐艦是另一個嚴重的錯誤，其代價就是我們折損了兩艘船。兩艦都已基本沒有彈藥；即便艦上彈藥充足，我想她們還是會沉沒。斐濟號艦長告訴我格洛斯特號的上空一片黑壓壓的都是飛機。」。

## 引用
1. ↑  Raven, p.430
2. ↑  Air War for Yugoslavia, Greece and Crete. Shore, Cull, and Malizia, P357-8:"Meanwhile the other warships continued to fight back, one Ju88 of 5/LG 1, being hit and severely damaged. Fw Hans Richter struggled to regain his base but the aircraft crashed in flames just north of Eleusis, the crew perishing. Two other bombers from II/LG 1 were also damaged, crash landing on return."
3. ↑  THE TRUE EXPERIENCES OF MR LEONARD CHARLES EADES DURING THE SECOND WORLD WAR, from the HMS Fiji Association.
4. ↑  Scutts, Jerry, "Messerschmitt Bf109: The Operational Record", Motorbooks International Publishers & Wholesalers, Osceola, Wisconsin, 1996, ISBN 0-7603-0262-6, page 63.
5. ↑  Otter, Ken.  2nd. Durham: G.A.M. Books. 2001: 136 [1999]. ISBN 0-9522194-2-5. OCLC 59524624.

## 外部連結
- WWII cruisers （页面存档备份，存于）
- HMS Fiji at Uboat.net（页面存档备份，存于）
- THE TRUE EXPERIENCES OF MR LEONARD CHARLES  （页面存档备份，存于）